# Vladimir Romanovsky
Vladimir Romanovsky (n. 21 iunie 1957, Slonim⁠(d), RSS Bielorusă, URSS – d. 13 mai 2013, Minsk, Belarus) a fost un canoist ce a reprezentat Belarus, medaliat olimpic. A participat la o ediție a Jocurilor Olimpice (1976) în care a câștigat o medalie de aur și o medalie de argint.